# Bryconamericus ytu
Bryconamericus ytu és una espècie de peix de la família dels caràcids i de l'ordre dels caraciformes.

## Hàbitat
Viu en zones de clima subtropical.

## Distribució geogràfica
Es troba a Sud-amèrica: conca del riu Uruguai a l'Argentina.